# Ambelau
L'ambelau est une langue austronésienne parlée en Indonésie, dans les Moluques. La langue appartient à la branche malayo-polynésienne des langues austronésiennes.

## Classification
L'ambelau est parlé dans le centre des Moluques, ainsi que dans les îles d'Ambelau et de Buru. C'est une langue maluku central, un des sous-groupes du malayo-polynésien central.

## Vocabulaire
Exemples du vocabulaire de base de l'ambelau :
| français | ambelau | Prononciation |
| -------- | ------- | ------------- |
| feu      | afu     |               |
| ciel     | lanire  |               |
| soleil   | lea     | leja          |
| sago     | elpia   |               |
| œuf      | rohoi   |               |
| cochon   | baβu    |               |
| écrire   | suha    |               |
| blanc    | empuri  |               |

## Sources
- (en) Collins, James T., Preliminary Notes on Proto-West Central Maluku: Buru, Sula, Taliabo and Ambelau, Historical Linguistics in Indonesia, Part 1 (éditeur: Robert Blust), pp. 31-45, NUSA Linguistic Studies in Indonesian and Languages of Indonesia, Volume 10, Jakarta, Badan Penyelenggara Seri NUSA, 1981.